# Asamblea de Guayana
La Asamblea de Guayana (en francés: Assemblée de Guyane) es el órgano deliberativo de la colectividad territorial única de Guayana. Sustituyó al Consejo regional y al Consejo general de Guayana desde las elecciones que se llevaron a cabo los días 6 y 13 de diciembre de 2015.

## Historia
El 10 de enero de 2010, los votantes de la Guayana rechazaron en un referéndum la creación de una colectividad única sujeta al artículo 74 de la Constitución y, en un segundo referéndum el siguiente 24 de enero, se aprueba la creación de una colectividad territorial única.  Como previsto por el Artículo 73 de la Constitución, la creación de la colectividad única supone la desaparición de las dos colectividades presentes hasta esa fecha y de sus asambleas respectivas: el Consejo regional y el Consejo general de Guayana Francesa. 
Esta colectividad única, como Martinica, fue creada por la adopción de una ley orgánica y de una ley ordinaria del .

## Sistema de voto

Secciones electorales.

La Asamblea de Guayana está compuesta por 51 miembros. Son elegidos por un periodo de seis años al mismo tiempo que los consejeros regionales, y se pueden reelegir.
El sistema de votación es similar al utilizado para las elecciones regionales. El territorio está dividido en ocho secciones electorales.

## Composición

### Ejecutivo
El ejecutivo de la colectividad territorial de Guayana (CTG) está formado por el presidente de la Asamblea de Guayana, asistido por vicepresidentes. A diferencia de la colectividad territorial única de Martinica, no existe un consejo ejecutivo separado de la asamblea.
El presidente de la Asamblea de Guayana es elegido por este último. Es elegido por mayoría absoluta de los miembros en las dos primeras rondas de votación.

#### Presidentes
| Comienzo                | Final              | Nombre             | Partido |
| 18 de diciembre de 2015 | 2 de julio de 2021 | Rodolphe Alexandre | GR      |
| 2 de julio de 2021      | En funciones       | Gabriel Serville   | PG      |